# ۱۶ (قمری)
۱۶ (قمری)، شانزدهمین سال در گاهشماری هجری قمری است. اول محرم این سال برابر با پنجم فوریه سال ۶۳۷ میلادی است.

## رویدادها
- انتصاب سلمان فارسی به حکومت مدائن
- مبدآ تاریخ قرار گرفتن  هجرت پیامبر اکرم از مکه به مدینه به پیشنهاد علی بن ابیطالب

## درگذشتگان
- ماریه قبطیه از همسران پیامبر

## وابسته
- جابر بن عبدالله انصاری
- سعید بن مسیب